# Marianne Enzensberger
Marianne Enzensberger (* 8. Juli 1947 in Carlewitz als Marianne Ihm) ist eine deutsche Schauspielerin, Musikerin und Produzentin.
Bekannt wurde Enzensberger als Mitbewohnerin der Berliner Kommune 1. Sie wohnte auch in der Kommune in der Münchener Metzstraße 15, einem Stützpunkt der terroristischen Gruppierung Tupamaros München, wo zeitweilig Brigitte Mohnhaupt, Rolf Heißler und ihr späterer Ehemann, Ulrich Enzensberger Mitbewohner waren. Im Jahr 1984 inszenierte sie den Vampirfilm Der Biß (u. a. mit Marianne Rosenberg und Rosa von Praunheim), für den sie das Buch schrieb, den Film produzierte, Regie führte und die Hauptrolle spielte. Auch die Filmmusik steuerte sie mit ihrer Band Unlimited Systems bei. Wiederum gemeinsam mit Marianne Rosenberg trat sie in den 1980er Jahren als La Rouge et la Noir als Sängerin in Erscheinung. 1987 schrieb sie gemeinsam mit Rosa von Praunheim und Lotti Huber den Film Anita – Tänze des Lasters, der von Rosa von Praunheim inszeniert wurde. 1988 spielte sie an der Seite von Holger Czukay in dem experimentellen Fernsehfilm Krieg der Töne eine Musikproduzentin. Seit 2004 entstehen auch Stücke für die Laien-Theatergruppe Die Blaue Blume.
Enzensberger lebt heute in Berlin. 

## Buch
- Hymne an eine Schlampe Vorwort von Marianne Rosenberg. a-verbal Berlin 1987, ISBN 3-88999-005-3.
- Mascarpone Independently published 2021, ISBN 979-8-72554052-9.

## Diskografie
- Unlimited Systems
  - In The Morning / Koks Kino / Longueur Monotone Single, Bürgerlich Prod. 1980.
  - Der Biß Soundtrack zum Film. Schnick-Schnack-Tonträger 1985.
  - Half Broken Hearted  Schnick-Schnack-Tonträger 1985.
  - Coming Home Blues auf Sucht[3] Sanft & Mutig Prod. 1987.
- Noma
  - Die Echse luegt Vielklang 1997.
- Slow Boat To China
  - The Angel Of The Odd Red Room Rec. 2005.
  - east and west Bandcamp 2022.[4]